# I'm Down
I'm Down är en låt av The Beatles från 1965.

## Låten och inspelningen
Denna låt har fått status som en rock'n'roll-klassiker i USA men var egentligen något av en drift med hela genren. Beatles öste på rejält och kombinerade detta med en skämtsamt tungsint text, 14 juni 1965. Låten blev b-sidan på singeln Help!  som utgavs i USA och England 19 juli respektive 23 juli 1965.